# Новокасторне
Новокасторне (рос. Новокасторное) — робітниче селище в Касторенському районі Курської області Російської Федерації.
Населення становить 1594 особи. Входить до складу муніципального утворення селище Новокасторне.

## Історія
Населений пункт розташований на території українського етнічного та культурного краю Східна Слобожанщина.
Від 2004 року входить до складу муніципального утворення селище Новокасторне.

## Населення
| 2002  | 2009  | 2010  | 2012  | 2013  | 2014  | 2015  |
| ----- | ----- | ----- | ----- | ----- | ----- | ----- |
| 2508  | ↘2098 | ↘2014 | ↘1943 | ↘1872 | ↘1830 | ↘1779 |
| 2016  | 2017  | 2018  | 2019  | 2020  | 2021  |       |
| ↘1728 | ↘1700 | ↘1672 | ↘1636 | ↘1610 | ↘1594 |       |